# 전일본공수 61편 납치 사건
전일본공수 61편 납치 사건(일본어: 全日空61便ハイジャック事件 ぜんにっくう61びんハイジャックじけん[*])은 1999년 7월 23일, 일본의 어느 정신질환자가 보잉 747을 조종하려 했던 비행기 납치 사건이다. 사고기편인 NH061/062편은 삿포로-도쿄(하네다) 간 정기 항공편이다.
범인은 51세의 기장, 나오유키 나카지마에게 요코타 미군 기지위로 날고, 오시마쪽으로 비행할 것을 요구했다. 하지만 기장이 자신이 원하는 항로로 날지 않자, 나오유키 기장을 식칼로 살해한다. 이 사건 이후, 일본은 공항 보안 검색을 강화하고, 환승객들도 보안 검색을 하게 한다.

## 개요
1999년 7월 23일 11시 21분, 전일본공수61편은 하네다 공항을 이륙하였다. 11시 23분, 비행기 2층에 앉아 있던 범인은 범행을 개시했다. 식칼로 무장한 납치범은 승무원을 식칼로 협박해 조종실 문을 열도록 요구한다. 당시 하네다 공항의 보안검색은 환승할때는 생략했기에, 범인은 쉽게 칼을 들고 기내에 탑승할 수 있었다. 범인은 조종실에 난입하였다. 납치 된 61편은 이즈오섬이나 요코타 비행장 등의 주변을 비행했다. 11시 54분, 범인은 기장에게 조종간을 넘기라고 요구했다. 하지만 기장은 조종간을 주지 않았다. 범인은  화가 나서 들고 있던 식칼로 기장의 어깨와 목을 찔렀다. 11시 55분, 범인은 기장을 끌어내리고 비행기를 조종하기 시작했다. 하지만 그 후 범인은  제압되었다. 오후 12시 3분, 부기장은 하네다 공항으로의 회항을 알리고, 12시 14분 하네다 공항 22번 활주로에 무사히 착륙하였다. 범인은 체포되었고, 기장은 기내에서 사망하였다.

## 범인
범인은 니시자와 유지(西沢 裕司, 당시 28세)이다. 살해, 항공기 납치의 혐의로 무기징역형을 선고 받았으며, 아직도 감옥 생활을 하고 있다.